# Décennie 1170 en arts plastiques
Cette page concerne les années 1170 en arts plastiques.

## Naissances
- 1173 :  Tankei, sculpteur japonais.
- 1174 : Liu Songnian, peintre chinois.
- 1176 : Fujiwara no Nobuzane, peintre japonais.
- 1178 : Wuzhun Shifan, calligraphe et peintre chinois.